# Neath Football Club
El Neath Football Club (en galés: Clwb Pêl-droed Castell-nedd) fue un club de fútbol de Gales, con sede en Neath. Fue fundado en 2005 y desapareció en 2012.
El equipo se creó en 2005 a partir de la fusión de dos clubes de la región de Neath-Port Talbot: el Neath Football Club y el Skewen Athletic originalmente con el nombre Neath AFC. En la temporada 2008/09 debutó en la máxima competición de Gales. Su propietario fue el político Peter Hain, que era líder de la Cámara de los Comunes y ocupó diversos cargos en el Gobierno del Reino Unido en los años 1990.

## Historia
En 2005 se produjo la fusión del Neath FC (Neath) y el Skewen Athletic (Skewen), dos equipos de Neath-Port Talbot que se unieron para ascender a la Premier League galesa. El nuevo club se llamó Neath Athletic, se trasladó al estadio de Llandarcy Park que usaba el Neath FC, y contó con la propiedad del político Peter Hain. A su vez se nombró presidente honorario a David Maddock, quien estuvo asociado a través de distintos cargos en Neath durante 56 años.
En su primera temporada en la segunda división galesa, el club finalizó segundo y no pudo ascender porque su estadio no reunía las condiciones adecuadas para el fútbol profesional. Tras adaptar el terreno de juego a lo requerido por la Federación galesa, en la campaña 2006/07 Neath Athletic se proclamó campeón y subió a la Premier League de Gales por primera vez en su historia. En 2008 se trasladó al estadio The Gnoll, y en 2009 firmó un convenio de colaboración con Swansea City por el que éstos les cederían jugadores para reforzar su plantilla.
Desde la temporada 2009/10, el club cambió su nombre por el de Neath FC y anunció que se convertiría en una entidad profesional.
El equipo inesperadamente se volvió uno de los equipos contendientes al título de la Premier League de Gales y con grandes posibilidades de participar en las competiciones europeas debido principalmente a su récord de local, que le estaba dejando dividendos.
Al finalizar la temporada 2011/12, el equipo perdió la licencia de la Asociación de Fútbol de Gales y de la UEFA, por lo que fue declarado inelegible para jugar en las competiciones europeas para la temporada 2012/13.
El 28 de mayo del 2012, el equipo fue desaparecido por la Suprema Corte de Gales.

## Estadio
El estadio donde Neath FC juega sus partidos como local es The Gnoll, con capacidad para 6.000 espectadores y césped natural. 
El club juega en ese recinto desde 2008, cuando llegó a un acuerdo con el propietario, el equipo de rugby local Neath RFC, para compartirlo.

## Palmarés

### Torneos nacionales
- Segunda División de Gales (1): 2006-07

## Participación en competiciones de la UEFA
| Temporada | Torneo           | País    | Club         | Casa | Visita | Global |
| --------- | ---------------- | ------- | ------------ | ---- | ------ | ------ |
| 2011–12   | Clasificatoria 1 | Noruega | Aalesunds FK | 0–2  | 1–4    | 1–6    |